# Peyre en Aubrac
Peyre en Aubrac – gmina we Francji, w regionie Oksytania, w departamencie Lozère. W 2013 roku liczba ludności wynosiła 2384 mieszkańców. 
Gmina została utworzona 1 stycznia 2017 roku z połączenia sześciu ówczesnych gmin: Aumont-Aubrac, La Chaze-de-Peyre, Fau-de-Peyre, Javols, Sainte-Colombe-de-Peyre oraz Saint-Sauveur-de-Peyre. Siedzibą gminy została miejscowość Aumont-Aubrac.